# Saunders Mac Lane
Saunders Mac Lane, född 4 augusti 1909 i Norwich, Connecticut, USA, död 14 april 2005 i San Francisco, Kalifornien, var en amerikansk matematiker, som är mest känd för att tillsammans med Samuel Eilenberg ha grundat kategoriteorin.

## Biografi
Mac Lane var son till Donald MacLane och Winifred Saunders. Han var äldst av tre bröder och en av hans bröder, Gerald MacLane, blev också matematikprofessor vid Rice University och Purdue University. Hans far och farfar var båda präster, men hans farfar, som hade varit presbyterian, sparkades ut ur kyrkan för att han trodde på evolutionen, och hans far var kongregationalist. Hans mor, Winifred, studerade vid Mount Holyoke College och undervisade i engelska, latin och matematik.
På gymnasiet var Mac Lanes favoritämne kemi. Hans halvfarbror, en advokat, var fast besluten att skicka honom till Yale University, där många av hans släktingar hade utbildats, och han började studera där 1926. Som nybörjare blev han desillusionerad av kemi och hans matematiklärare, Lester S. Hill, anmälde honom till en lokal matematiktävling som han vann, vilket satte inriktningen för hans framtida arbete. Han fortsatte med att studera matematik och fysik som dubbla huvudämnen och deltog i kurser av bland andra Jesse Beams, Ernest William Brown, Ernest Lawrence, F. S. C. Northrop och Øystein Ore. Han tog kandidatexamen vid Yale 1930. Under denna period publicerade han sin första vetenskapliga artikel i fysik som medförfattare tillsammans med Irving Langmuir.
År 1929 hade Mac Lane träffat Robert Maynard Hutchins, den nya presidenten för University of Chicago, som uppmuntrade honom att börja sina forskarstudier där och erbjöd honom strax därefter ett stipendium. I Chicago studerade han bland annat mängdlära med E. H. Moore, talteori med Leonard Eugene Dickson, variationskalkyl med Gilbert Ames Bliss och logik med Mortimer J. Adler.
Efter att år 1931 ha tagit sin magisterexamen i Chicago, fick han ett stipendium från Institute of International Education och blev en av de sista amerikanerna som studerade vid universitetet i Göttingen innan dess nedgång under nazisterna. Där påverkades han framför allt av Paul Bernays och Hermann Weyl. När han 1934 tog sin doktorsexamen hade Bernays tvingats lämna eftersom han var jude, och Weyl blev hans huvudexaminator. Vid Göttingen studerade Mac Lane också för Gustav Herglotz och Emmy Noether. Inom några dagar efter att ha avslutat sin examen gifte han sig med Dorothy Jones, från Chicago, och återvände snart till USA.

## Karriär och vetenskapligt arbete
Från 1934 till 1938 innehade Mac Lane kortvariga tjänster vid Yale University, Harvard University, Cornell University och University of Chicago och hade därefter ett förordnande vid Harvard från 1938 till 1947. År 1941, när han höll en serie gästföreläsningar vid University of Michigan, träffade han Samuel Eilenberg och inledde det som skulle bli ett fruktbart samarbete om samspelet mellan algebra och topologi. Åren 1944 och 1945 ledde han också Columbia Universitys Applied Mathematics Group, som var inblandad i krigsinsatsen som entreprenör för Applied Mathematics Panel. Matematiken han arbetade med i denna grupp gällde differentialekvationer för eldledningssystem.
År 1947 accepterade han ett erbjudande att återvända till Chicago, dit (delvis på grund av universitetets engagemang i Manhattanprojektet, delvis på grund av Marshall Stones administrativa ansträngningar) många andra kända matematiker och fysiker också nyligen hade flyttat. Han reste som Guggenheimstipendit till ETH Zürich under åren 1947–1948, där han arbetade med Heinz Hopf. Mac Lane efterträdde Stone som institutionsordförande 1952 och tjänstgjorde i sex år.
Mac Lane var vice president för National Academy of Sciences och American Philosophical Society och president för American Mathematical Society. Medan han presiderade över Mathematical Association of America på 1950-talet initierade han sin verksamhet som syftade till att förbättra undervisningen i modern matematik. Han var medlem av National Science Board 1974–1980 och rådgivare till den amerikanska regeringen. År 1976 ledde han en delegation av matematiker till Kina för att studera de förhållanden som påverkar matematiken där. Mac Lane valdes in i National Academy of Sciences 1949 och fick National Medal of Science 1989.

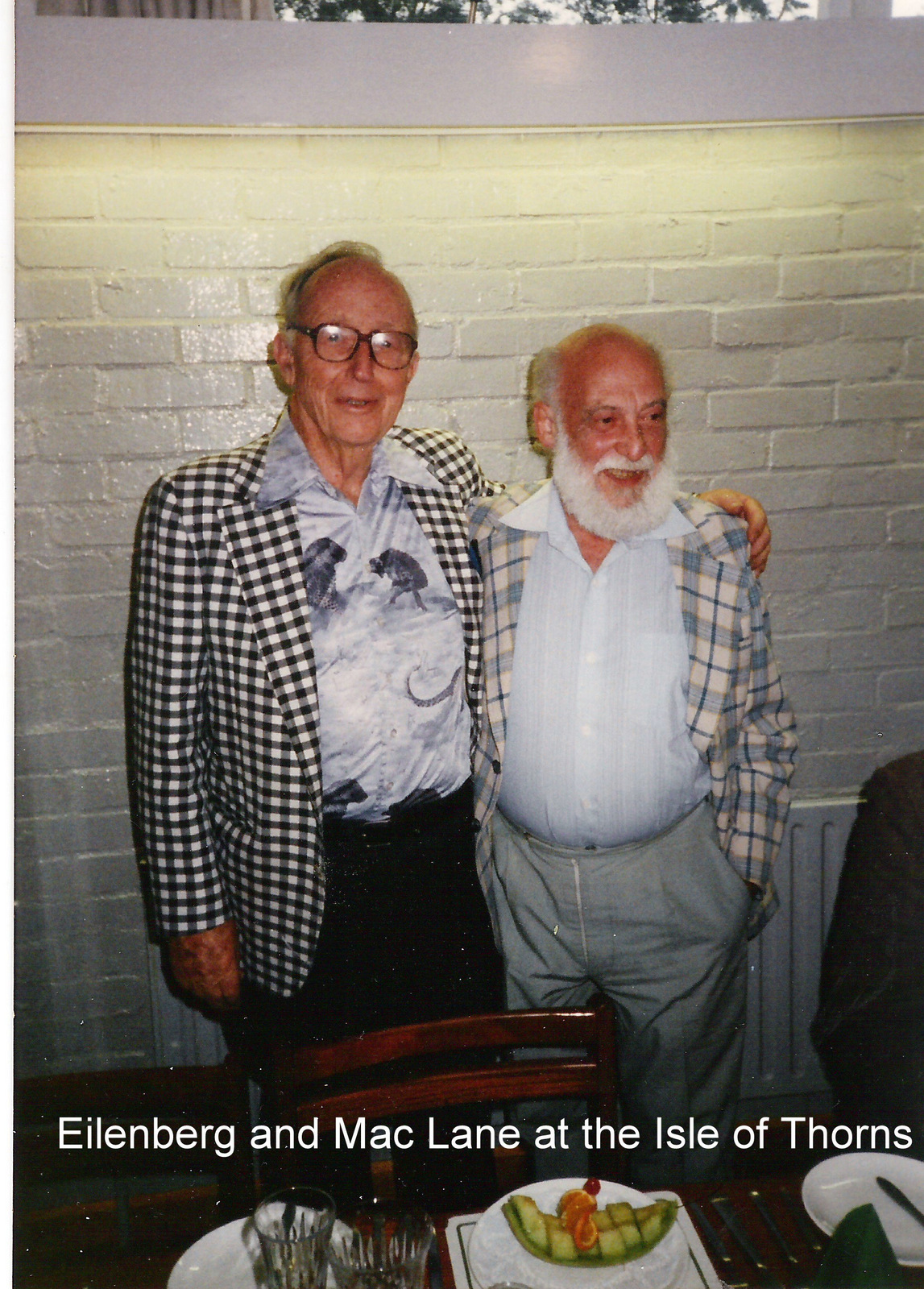
Mac Lane och Samuel Eilenberg vid en konferens i juli 1992

Efter en avhandling i matematisk logik bedrev han sitt tidiga arbete inom fältteori och värderingsteori. Han skrev om värderingsringar och Wittvektorer och separerbarhet i oändliga fältutvidgningar. Han började skriva om grupputvidgningar 1942 och började 1943 sin forskning om det som nu kallas Eilenberg–MacLane-rum K(G,n), med en enda icke-trivial homotopigrupp G i dimension n. Detta arbete öppnade vägen för gruppkohomologi i allmänhet.
Efter att, via Eilenberg–Steenrod-axiomen, ha introducerat det abstrakta förhållningssättet till homologiteorin, grundlade han och Eilenberg kategoriteorin 1945. Han är särskilt känd för sitt arbete med koherenssatser. Ett återkommande inslag i kategoriteori, abstrakt algebra och även i en del annan matematik är användningen av diagram, bestående av pilar (morfismer) som länkar objekt, såsom produkter och koprodukter. Enligt McLarty (2005) härrör detta diagrammatiska tillvägagångssätt inom samtida matematik till stor del från Mac Lane (1948). Mac Lane myntade också termen Yoneda lemma för en lemma som är en viktig bakgrund till många centrala begrepp inom kategoriteori och som upptäcktes av Nobuo Yoneda.